# Tomáš Víšek
Tomáš Víšek (* 30. května 1957) je český klavírista.

## Život
Na klavír začal hrát v 8 letech na hudební škole u prof. Pavla Svobody. V letech 1972–1976 studoval Pražskou konzervatoř u Valentiny Kameníkové a později u Zdeňka Kožiny a v letech 1976–1984 na Hudební fakultě Akademie múzických umění (AMU) v Praze, nejprve ve třídě prof. Josefa Páleníčka a později prof. Zdeňka Jílka, u kterého posléze pokračoval i při svém aspirantuře v letech 1990–1993. V roce 2017 získal titul Ph.D. a v r. 2018 titul PhDr. na Pedagogické fakultě Univerzity Karlovy (disertace "Atraktivita a problematika klavírního díla A. Dvořáka"). Vystupoval v Čechách, na Slovensku, v Polsku, Japonsku, USA, Egyptě, Maďarsku, Rusku, Bulharsku, Německu, Francii (recitál v Radio France – 1990), Holandsku, Itálii, Finsku, Švýcarsku, Slovinsku a Rakousku (mj. dvakrát sólista Griegova koncertu ve vídeňském Musikvereinu). S mimořádným přijetím se setkal jeho klavírní recitál na mezinárodním festivalu Pražské jaro 1997 (stejně jako vystoupení v letech 2002, 2003, 2006 a 2014), festivalu Musica Iudaica 97, Klavírním festivalu R. Firkušného 2017 aj., několikrát vystoupil před vyprodaným Rudolfinem jako sólista Gershwinovy Rhapsody in Blue. Natáčel pro český a polský rozhlas, Českou televizi a na kompaktní disky (např. CD dokládající postupně tvorbu Erwina Schulhoffa, CD s dosud nikdy nenatočenými skladbami A. Dvořáka nebo nejnovější CD "Franz Liszt a česká hudba"). Jeho obsáhlý repertoár, neustále obohacovaný hledáním nových podnětů, mu umožňuje sestavovat programy jak ze slavných děl světové hudby, tak i z neprávem zapomenutých autorů a skladeb, vždy s velkým ohlasem u veřejnosti. V roce 2007 vystoupil, s violoncellistou Františkem Brikciem, s programem "Weinberger Tour" v rámci 40. výročí úmrtí židovského skladatele Jaromíra Weinbergera, v roce 1999 vytvořil (spolu s dalšími 4 klavíristy) zábavný večer "Classic Piano Joke(r)s".

## Jazz
V sedmdesátých letech 20. století vystupoval s jazzovými hudebníky. například na 5. pražských jazzových dnech vystoupil 9. dubna 1977 ve velkém sálu Lucerny jako host v příležitostném seskupení Nikomu ani moog II v sestavě Milan Svoboda, Michael Kocáb a host Tomáš Víšek – akustické a elektrické klavíry, Ondřej Soukup – baskytara, Vratislav Placheta – bicí. Na 8. pražských jazzových dnech hrál 27. května 1979 v Lucerně v duetu s Michaelem Kocábem. A jazzově inspirovaným skladbám tzv. vážné hudby se věnuje stále, mj. též v představeních divadla Studio Ypsilon nebo na některých CD (E. Schulhoff - Jazz Inspired Piano Works, J. Ježek - Bugatti Step, M. Kocáb - Sonata aj.).

## Ocenění
Již během studií se stal několikanásobným laureátem domácích soutěží (Ústí nad Labem, Hradec Králové, Mariánské Lázně). Z mezinárodních soutěží získal ocenění v Chopinově soutěži ve Varšavě 1975 (zvláštní cena Janiny Nawrocké), Smetanově soutěži v Hradci Králové 1978 (2. cena a cena za interpretaci Smetany) a na Vídeňské mezinárodní hudební soutěži 1992 (2. cena v konkurenci pěti oborů). K dalším soutěžním úspěchům patří 2. cena a cena J. S. Bacha na "Ibla Piano Competition" v sicilské Raguse 1994, 5. cena na "Concours Milosz Magin" v Paříži 1995, 1. cena+CMF-Prix na "Concours Musical de France v Paříži 2013, 1. cena na "Music Without Limits" v litevském Druskininkai a na videosoutěži "Grand Prize Virtuoso" v r. 2015, 1. cena na "International Master Competition for Music Teachers" ve Varšavě 2016 a znovu v r. 2023, 1. cena na "Golden Classical Music Awards" v roce 2021 (s vystoupením v newyorské Carnegie Hall),1. cena na "Grand Prize Virtuoso v r. 2022 (s vystoupením v amsterdamské Concertgebouw). V roce 2024 získal stříbrnou medaili na "Global Music Awards" a 1. cenu na mezinárodní soutěži "World´s Best Musicians Competition" (v kategorii CD Album).